# Ignatjewskie osiedle wiejskie
Ignatjewskie osiedle wiejskie (ros. Игнатьевское сельское поселение) – jedno z 9 osiedli wiejskich w rejonie koszechablskim wchodzącym w skład Republiki Adygei. W 2022 liczyła 915 mieszkańców.